# زبوزانی
زبوزانی (به چکی: Zbuzany) یک منطقهٔ مسکونی در جمهوری چک است که در شهرستان پراگ-غرب واقع شده‌است. زبوزانی ۴٫۹۱ کیلومتر مربع مساحت و ۱٬۰۴۹ نفر جمعیت دارد و ۳۶۰ متر بالاتر از سطح دریا واقع شده‌است.